# Left Behind (серия книг)
Left Behind (рус. Оставленные) — цикл из 16 романов-бестселлеров о Конце Света, написанный Тимом ЛаХэй и Джерри Дженкинсом в традиции диспенсационализма. Центральный конфликт эпопеи — противостояние членов так называемого Отряда Скорби и Мирового Сообщества во главе с Николае Карпати — воплощенным Антихристом. Серия, получившая название по первому из опубликованных романов, вышла в издательстве Tyndale House, которое до этого опубликовало также другие диспенсационалистские книги.
По мотивам этих книг было снято несколько фильмов. Первоначально Клауд Тен Пикчерз (англ. Cloud Ten Pictures) сняли 3 фильма: «Оставленные», «Оставленные-2: Отряд скорби» и «Оставленные: Последняя война». В 2014 году вышел фильм «Оставленные» (Режиссер Вик Армстронг) с Николасом Кейджем в главной роли. В 2016 — Х\Ф «Исчезнувшие: Оставленные — Следующее поколение». Серия также послужила основой для создания компьютерной игры «Оставленные: Вечные силы» и её продолжения «Оставленные: Отряд Скорби».

## Книги цикла
Внимание: Книги расположены согласно хронологии развития сюжета, а не публикации. Последовательность публикации указана во втором столбце.
| Хрон. | Публик. | Название (с подзаголовком)                                                                 | Дата публ. |
| ----- | ------- | ------------------------------------------------------------------------------------------ | ---------- |
| 1     | 13      | Восхождение: Рождение Антихриста: Прежде, чем они были оставлены                           | 2005       |
| 2     | 14      | Режим: Зло наступает: Прежде, чем они были оставлены 2                                     | 2005       |
| 3     | 15      | Восхищение: В мгновение ока: Отсчет последних дней Земли: Прежде, чем они были оставлены 3 | 2006       |
| 4     | 1       | Оставленные: Роман о последних днях Земли                                                  | 1995       |
| 5     | 2       | Отряд скорби: Продолжение истории об оставленных                                           | 1996       |
| 6     | 3       | Николае: Восстание Антихриста                                                              | 1997       |
| 7     | 4       | Жатва человеков: Мир разделяется                                                           | 1999       |
| 8     | 5       | Аваддон: Демон-губитель сбросил оковы                                                      | 1999       |
| 9     | 6       | Возмездие: Место:Иерусалим Цель:антихрист                                                  | 1999       |
| 10    | 7       | Воплощение: Зверь воцаряется                                                               | 2000       |
| 11    | 8       | Начертание: Зверь правит миром                                                             | 2000       |
| 12    | 9       | Осквернение: Антихрист восходит на престол                                                 | 2001       |
| 13    | 10      | Остаток: На пороге Армагеддона                                                             | 2002       |
| 14    | 11      | Армагеддон: Вселенская битва эпох                                                          | 2003       |
| 15    | 12      | Явление во славе: Последние дни                                                            | 2004       |
| 16    | 16      | Да приидет Царствие: Окончательная победа                                                  | 2007       |

## Сюжет
В соответствии с диспенсационалистской трактовкой пророчеств из Откровения Иоанна Богослова, а также Книг Исайи и Иезикииля, в романах рассказывается о том, что произошло в мире с началом конца света, после того, как праведников «забирали на небо во плоти» (см. статью Восхищение Церкви), а на земле воцарилась разруха и хаос (см. статью Великая скорбь). В момент, когда все судорожно пытаются разобраться в ситуации, появляется румынский политик Николае Джетти Карпати, который неожиданно становится генеральным секретарем ООН и  обещает восстановить мир и стабильность между народами. Но большая часть людей не осознает, что Карпати не кто иной, как предсказанный в Библии Антихрист.
Герои книги – Рейфорд Стил, его дочь Хлоя, их пастор Брюс Барнс и молодой журналист Кэмерон «Бак» Уильямс – обретя веру и осознав правду, создают Отряд Скорби, чтобы помочь оставленным спастись и подготовиться ко временам Скорби – семи годам, в течение которых Господь подвергнет землю различным карам.

## Популярность и оценки
В 1998 году первые четыре книги серии одновременно заняли всю верхушку рейтинга бестселлеров Нью-Йорк Таймс, несмотря на то, что в нём не учитываются продажи христианских книжных магазинов. Десятый роман также стал лидером данного рейтинга. Всего было продано более 65 миллионов экземпляров. Семь книг из шестнадцати возглавляли рейтинги бестселлеров таких изданий, как Нью-Йорк Таймс, USA Today и Publishers Weekly.
Причиной популярности этой серии часто называют динамичность действия. Мишель Голдберг написала:  «Оставленные» увлекают не меньше, чем произведения Стивена Кинга или Тома Клэнси. Живой сюжет, однозначно понятно, где добро, где зло. Люди исчезают, и все летит под откос». Нью-Йорк Таймс также сравнивала книги серии с творчеством Клэнси.
В 2007 году Ассоциация Протестантских издателей на ежегодной церемонии вручения наград  АПИ и АБХ в Атланте (Джорджия) удостоила авторов этой серии своей высшей премии. Глава АПИ Марк Кайпер заявил: «В значительной степени благодаря этим книгам христианская фантастика стала значимой категорией в книгоиздательстве». Джерри Фалуэлл сказал о первой книге из серии: «С точки зрения влияния на христианство, пожалуй, никакая другая книга в настоящее время не сравнится с этой, кроме разве что Библии».
Популярность этой серии вышла за пределы обеих Америк и англоговорящего мира. Её перевели на множество языков, включая китайский и японский. (На некоторых языках издана только часть книг серии. Так, к сентябрю 2005 года на китайском вышла только 11-я книга, а на японском только шестая. К ноябрю 2011 года на русский язык переведено семь книг.)
Некоторые критики высказывали озабоченность по поводу того, что перспективы, описанные в «Оставленных», создают нездоровую сенсацию из смерти и массового насилия. Харви Кокс, преподаватель теологии в Гарварде, сказал, что привлекательность книги в значительной степени основана на «вожделении крови». Теолог Барабара Россинг,  автор книги «Те, кого взяли на небо: Книга откровений дает нам надежду»,  считает, что в серии возвеличивается насилие. Цитируя журнал «Тайм», «вся боязнь ядерной войны, например, во «Всех страхах мира» Тома Клэнси не сопоставима даже с одной главой «Оставленных». Пол Нюхтерлейн обвинил авторов в ре-сакрализации насилия, сказав, что «мы, люди, склонны верить побеждающей силе. Но в этих романах чисто человеческое и дьявольское насилие опять приписывается Богу». В романе «Явление во славе» по одному слову Христа тела его врагов разрываются на части, после чего христиане вынуждены двигаться осторожно, чтобы не «столкнуться с искаженными или расчлененными телами мужчин, женщин и лошадей».

## Влияние на авторов
ЛаХэй и Дженкинс признают влияние на их творчество кинорежиссёра Рассела Доутена из Айовы, который в 1970-80-х годах снял сериал из четырёх полнометражных, но низко бюджетных фильмов о восхищении Церкви и Втором пришествии. Благодаря популярности этих фильмов среди христианской аудитории, люди стали проявлять повышенный интерес к изучению Книги Откровений и размышлять над описанными в ней событиями.
Доктор философии Кроуфорд Гриббен доказал, что самые ранние успешные фантастические романы, посвященные тематике библейского конца света, относятся к 1913 году, в том время как первые подобные произведения датируются 1905 годом. К ранним успешным образцам жанра можно отнести «Алый и пурпурный» (1913), «Клеймо Зверя» (1915) и «В мгновение ока» Сидни Уотсона.